# Közös katalógus
A közös katalógus egy kombinált könyvtári katalógus, mely számos könyvtár gyűjteményét egy közös felületen teszi elérhetővé. Az idők folyamán számos dokumentumformátumban készítettek közös katalógusokat, többek között könyv, mikrofilm, cédula formában, valamint újabban elektronikus adatbázisok formájában. A nyomtatott közös katalógusokat általában szerző vagy cím, esetleg valamilyen ellenőrzött szókészlet (könyvtári osztályozási rendszer) alapján rendezték. Az elektronikus változatok támogatják a kulcsszavas keresést valamint a logikai operátorok használatát is.
A közös katalógusok mind a könyvtárosok, mind az érdeklődők számára hasznosak, mivel segítségével könnyebben kereshető számos különféle könyvtári katalógus, illetve egyes esetekben (mint például a magyar Országos Dokumentumellátási Rendszer esetében), biztosítja a könyvtárak közötti, ún. könyvtárközi kölcsönzést. Emellett a kutatók számára információforrás olyan különleges gyűjteményekhez (például kéziratgyűjteményekhez), melyek adataihoz egyébként nem tudnának hozzáférni.

## Közös katalógusok
- Magyar Országos Közös Katalógus (MOKKA)
- Magyar Országos Közös Katalógus – Régi Nyomtatványok Tagozat (MOKKA-R) Archiválva 2007. június 9-i dátummal a Wayback Machine-ben
- Országos Dokumentumellátó Rendszer (ODR) (lelőhelyadatbázis)
- Országos Dokumentumellátó Rendszer keresője, ami az összes Magyarországon elérhető bibliográfiai adatot keresi Archiválva 2011. december 8-i dátummal a Wayback Machine-ben
- ODR V1 ODR
- Theca (katolikus egyházi könyvtárak közös keresőrendszere)
- Közös Elektronikus Katalógus (KözElKat v2)
- KözElKat
- Corvina rendszert használó könyvtárak közös katalógusa (VOCAL)
- Erdélyi Közös Katalógus (EKKA)
- Worldcat (több mint 70 000 könyvtár keresőrendszere[1])
- Karlsruher Virtueller Katalog (KVK)